# Improv Live Show
"Improv Live Show" — український розважальний гумористичний проект Студії «Квартал 95». Виходить на Новому каналі.

## Опис
В Improv Live Show все побудовано на імпровізації, гуморі, зворотному зв'язку з глядачами і зірковими гостями та швидкості реакцій. Ніхто з учасників, ні імпровізатори, ні селебрітіз не уявляють, що станеться з ними наступної хвилини. Ведучим першого сезону (2019 рік) був Євген Кошовий, другого (2021 рік) — Олександр Педан. Він залишився у ролі ведучого і на третій сезон проекту, який Новий канал покаже з 10 березня 2022 року. Імпровізатори третього сезону проекту: Роман Міщеряков, Валентин Міхієнко, Володимир Шумко.
У першому сезоні в гості до імпровізаторів приходили чотири зірки. У другому сезоні — три знаменитості. У третьому сезоні число зіркових учасників скоротилося до двох.
| | Очікувати нового від імпровізації потрібно завжди! Особливо від наших хлопців, які вийшли на новий рівень. Протягом року вони багато тренувались і відточували свої навички. Родзинка кожного випуску – це пара зіркових учасників, яку точно щось об’єднує. Наприклад, ведучі проекту «Орел і Решка. Земляни» Michelle Andrade і Кирило Макашов. Вони облетіли весь світ разом, добре одне одного знають, тож щиро сміються з будь-яких жартів і з себе. |
| — ведучий Improv Live Show Олександр Педан, https://novy.tv/ua/improv-live-show/news/2021/11/25/nachalis-semki-improv-live-show/ | |

## Формат шоу
Тривалість кожного випуску — 45-48 хвилин.
У кожному випуску імпровізатори разом з зірками грають імпровізації різного формату. Серед основних: «Ток-шоу», «Не своїми руками», «Повернення товару», «Швидкі побачення», «Історія кохання», «Розсміши коміка», «Інтерв'ю по одному слову», «Казка» тощо. Нові формати третього сезону — «Щире каяття» і «Більше менше».

## Учасники

### 1 сезон
Ведучий: Євген Кошовий.
Імпровізатори: Роман Міщеряков, Валентин Міхієнко, Володимир Шумко, Костянтин Трембовецький та Ірина Гатун.
Зіркові учасники: Андре Тан, Анастасія Коротка, Олександр Педан, Станіслав Боклан, Костянтин Войтенко, Катерина Кухар, Григорій Решетнік, Melovin, Василь Вірастюк, Ганна Саліванчук та інші.

### 2 сезон
Ведучий: Олександр Педан.
Імпровізатори: Роман Міщеряков, Валентин Міхієнко, Володимир Шумко та Костянтин Трембовецький.
Зіркові учасники: Леся Нікітюк, Потап, Оля Полякова, Позитив, Євген Кошовий з сім'єю, Юрій Ткач, Соня Плакидюк, Даніель Салем, Олена Шоптенко, Євген Кот, Влад Яма, Даша Астаф'єва, Слава Камінська, Маша Єфросініна, Артем Пивоваров, Ігор Ласточкін та інші.

### 3 сезон
Ведучий: Олександр Педан.
Імпровізатори: Роман Міщеряков, Валентин Міхієнко, Володимир Шумко.
Зіркові учасники: Маша Єфросініна, Оля Полякова, Станіслав Боклан, Даша Астаф'єва, Євген Кошовий, Олександр Усик, Іван Дорн, Володимир Дантес, Юрій Ткач, Юрій Горбунов, Ірина Гатун, Олена Кравець, Григорій Решетнік, Злата Огнєвіч, Алекс Якутов, Сергій Середа, Wellboy, Віра Брежнєва, Jerry Heil та інші.